# Ованес-Сенекерим
Ованес-Сенекерим (год. рожд. неизв. — 1003) – царь Парисоса (Северный Арцах, горный Утик) примерно с 958 г. Сын Саака Севады. От последнего получил в наследство область Парнес (Парисос), основав Парисосское княжество, которое официально признали представитель императора Византии Давид Магистр и персидский двор. Согласно Каганкатваци, «И царь персидский наградил его пышными и богатыми украшениями, отправил ему корону и коня отца своего. В том же году греческий магистр, имя которого Давид, отправил чудесную корону и царскую порфиру мужу тому богоугодному». Предположительно, право Сенекерима на царствие не было признано анийскими Багратидами, о чем свидетельствует факт отправки католикоса Анании Мокаци в Арцах с целью примирения анийских Багратидов и Парисосского княжества.
В конце X века вместе с  братом, князем Хачена Григором, вел борьбу против гянджинского амира Падлуна. Трон Сенекерима унаследовал брат Филиппе.